# Џао Синтунг
Џао Синтунг (енгл. Zhao Xintong; рођен 3. априла 1997, Сијан, Шенси, Кина) је професионални играч снукера. Освојио је Светско првенство 2025. године. Први је Кинез у историји који је освојио Светско првенство у снукеру.
Освојио је своју прву рангирану титулу (уједно и своју прву титулу са троструком круном) на првенству Велике Британије 2021. године, победивши Луку Бресела са 10–5 у финалу. Овом победом, први пут је ушао у првих 16 на светској ранг листи на броју девет, и стекао право да се такмичи на свом првом Мастерсу. Освојио је своју другу рангирну титулу два месеца касније када је победио Јана Бингтаоа са 9-0 у финалу и освојио Немачки Мастерс 2022. На тај начин, Џао је постао тек трећи играч у историји професионалног снукера, после Стива Дејвиса и Нила Робертсона, који је победио у финалу рангирног турнира у две сесије без изгубљеног фрејма.

## Успеси

### Рангирана финала 2 (2 победа)
| Исход    | Година | Турнир                          | Противник   | Резултат |
| -------- | ------ | ------------------------------- | ----------- | -------- |
| Победник | 2021.  | Првенство Уједињеног Краљевства | Лука Бресел | 10 : 5   |
| Победник | 2022.  | German Masters                  | Јан Бингтао | 9 : 0    |